# Quinto Cecilio Metello Pio Scipione Nasica
Quinto Cecilio Metello Pio Scipione Nasica (in latino Quintus Caecilius Metellus Pius Scipio Nasica; nato Quinto Cornelio e noto anche semplicemente come Metello Scipione; 98 a.C. circa – Tapso, aprile 46 a.C.) è stato un senatore e militare romano.

## Biografia
Figlio di P. C. Scipione Nasica (pretore del 93 a.C.), venne adottato da Quinto Cecilio Metello Pio, mutando pertanto il nome Publio Cornelio Scipione Nasica in Quinto Cecilio Metello Pio Scipione Nasica. Venne eletto tribuno della plebe nel 59 a.C., edile nel 55 a.C., pretore nel 55 a.C. Fu eletto console assieme a Pompeo Magno nel 52 a.C., che appoggiò contro Gaio Giulio Cesare in virtù della sua posizione di conservatore aristocratico.
Durante la guerra civile scatenata da Cesare, essendo ottimate, si alleò con i nemici di quest'ultimo. Nel 49 a.C. venne inviato come proconsole in Siria e l'anno seguente prese parte alla battaglia di Farsalo, dove comandò il reparto centrale dell'esercito repubblicano. Dopo Farsalo si spostò in Africa, dove comandò un esercito insieme a Marco Porcio Catone Uticense. Sconfitto nella Battaglia di Tapso cercò di scappare, ma venne catturato e si suicidò.
Sposò Emilia Lepida, da cui ebbe due figli, Metello Scipione, morto a diciotto anni, e un secondo nato nel 70 a.C. e morto anch'esso giovane, e una figlia, Cornelia Metella, che avrebbe sposato Pompeo Magno nel 52 a.C.